# Nelson Riddle

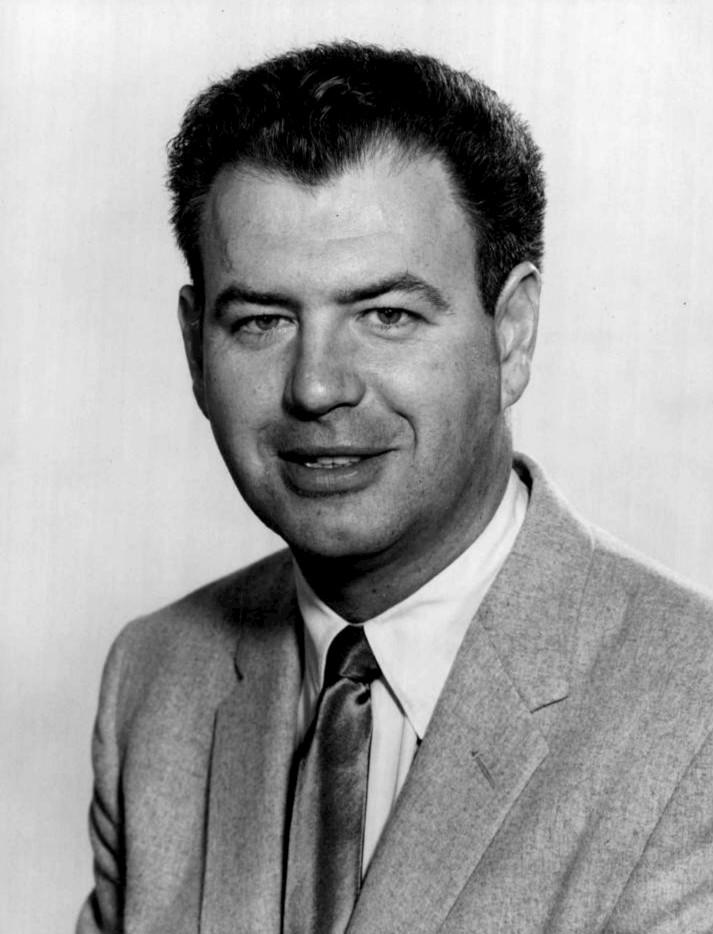
Nelson Riddle, 1958

Nelson Smock Riddle, Jr. (* 1. Juni 1921 in Oradell, New Jersey; † 6. Oktober 1985 in Los Angeles) war ein US-amerikanischer Arrangeur, Komponist und Leiter einer Big Band. Bekannt wurde er unter anderem als Arrangeur für zahlreiche Sänger, darunter Frank Sinatra.

## Biografie

### Leben
Nelson Smock Riddle, Jr. wurde als einziges Kind von Marie Albertine Riddle und Nelson Smock Riddle, Sr. in Oradell, New Jersey geboren. Mit acht Jahren begann er, Klavier zu spielen, und mit 14 die Posaune. In Rumson, New Jersey, wo seine Eltern ein Sommerhaus besaßen, machte Riddle 1939 seinen Schulabschluss an der Rumson High School, in deren Schulorchester er ebenfalls mitwirkte. Anschließend spielte er in unterschiedlichen regionalen Bands, bevor er 1943 während des Zweiten Weltkrieges der United States Merchant Marine beitrat und seine zweijährige Dienstzeit in Sheepshead Bay, Brooklyn ableistete. Anschließend zog er nach Chicago, wo er als Posaunist für das Orchester von Tommy Dorsey spielte. Im April 1945 wurde er erneut eingezogen, dieses Mal von der United States Army, und leistete eine 15-monatige Dienstzeit ab. Nach seiner Entlassung zog er nach Los Angeles, um seine Karriere als Arrangeur zu forcieren.
Riddle war von 1945 bis Januar 1970 mit Doreen Moran verheiratet und hatte sieben gemeinsame Kinder mit ihr. Drei Monate später heiratete er Naomi Tenenholtz und war mit ihr bis zu seinem Tod 1985 verheiratet, wobei beide keine gemeinsamen Kinder hatten.
Am 6. Oktober 1985 verstarb Riddle an Herz- und Nierenversagen im Cedars-Sinai Medical Center. Bereits fünf Jahre zuvor wurde bei ihm eine Leberzirrhose diagnostiziert. Er liegt im Hollywood Forever Cemetery begraben.

### Karriere
Nelson Riddle, der als Posaunist seine Musikerlaufbahn begann, war einer der herausragenden US-amerikanischen Bigband-Arrangeure der 1950er und 1960er Jahre.
Als Posaunist spielte er in zahlreichen Bigbands, u. a. bei Tommy Dorsey. Lange Jahre war er der erste Arrangeur für Frank Sinatra (z. B. Songs for Swingin’ Lovers, 1956). Bevor er allerdings mit Sinatra zusammenarbeitete, arrangierte er einige Hits für Nat King Cole, u. a. den größten Hit Coles Mona Lisa und auch Route 66. In den 1950er Jahren wurde er exklusiv von der Plattenfirma Capitol Records engagiert, um für alle Gesangsstars der Firma zu arrangieren. So arbeitete er für Rosemary Clooney, Peggy Lee, Ella Mae Morse und Judy Garland.
Mit seinem Orchester veröffentlichte Riddle auch zahlreiche eigene Platten. Sein größter Verkaufserfolg war im Jahre 1956 seine Single Lisbon Antigua. Der Titel wurde 1937 unter dem Titel Lisboa Antigua von Raul Portela, Jose Galhardo, Amadeu da Vale und Harry Dupree komponiert. Die Single wurde von Lee Gillette produziert. Die Single erreichte Platz 1 der Billboard-Verkaufscharts und hielt vier Wochen lang die Spitzenposition. Auch der Nachfolgehit Port Au Prince erreichte noch die Top 20 der US-Singlecharts.
Zwischen 1957 und 1962 konnte Riddle auch mit den Alben Hey … Let Yourself Go!, C'mon … Get Happy! und Route 66 Theme and Other Great TV Themes sich in den US-LP Charts platzieren.
Für Ella Fitzgerald arrangierte er die berühmte Songbook-Reihe mit Liedern von George Gershwin und Jerome Kern. Zwischen 1960 und 1975 war er fünfmal für seine Filmkompositionen für einen Oscar nominiert und gewann ihn einmal für die Musik von Der große Gatsby mit Robert Redford und Mia Farrow. In den 1950er, 1960er und 1970er Jahren war er als Dirigent bei vielen Sinatra-Fernsehspecials zu sehen, während er auf der Konzertbühne nur sehr selten für Sinatra dirigierte.
Für das Fernsehen komponierte Riddle u. a. die Titelmusiken zu Gnadenlose Stadt (Naked City, 1958), Die Unbestechlichen (The Untouchables, 1959), Batman (1966), Solo für O.N.C.E.L. (The Man from U.N.C.L.E., 1964), Tarzan (1966), Hawk (1966), Notruf California (Emergency!, 1972) oder auch Harper Valley P.T.A. (1981).
Anfang der 1980er Jahre begann er eine erfolgreiche Zusammenarbeit mit der populären Country-Sängerin Linda Ronstadt. Zusammen haben sie drei Alben gemacht, wovon er für zwei dafür einen Grammy bekam. Die Single-Auskoppelung What's New aus dem gleichnamigen Album hatte als Interpretenangabe „Linda Ronstadt & The Nelson Riddle Orchestra“. Mit dieser Single erreichte Riddle 21 Jahre nach seiner vorherigen Chartplatzierung erneut einen Platz in den US Top 100.
Seine letzte Arbeit kurz vor seinem Tod, wurde ein Album für die neuseeländische klassische Sopranistin Kiri Te Kanawa, die sich als Jazzsängerin versuchte.

## Diskografie (Alben)
- 1953: It Can't Be Wrong
- 1953: Love Songs By Rodgers & Hammerstein
- 1954: Swing Easy
- 1954: Unforgettable
- 1954: Songs For Young Lovers
- 1954: Sings For Two In Love
- 1955: In The Wee Small Hours
- 1955: Piano Style of Nat King Cole
- 1956: Songs For Swingin' Lovers
- 1956: Ballads of the Day
- 1956: Judy
- 1956: Lisbon Antigua
- 1956: The Tender Touch
- 1956: This is Sinatra
- 1956: Close To You
- 1956: A Swingin' Affair
- 1956: Phil Silver's Swinging Brass
- 1957: Hey... Let Yourself Go!
- 1957: The Man I Love
- 1957: This is Nat King Cole
- 1958: C'mon... Get Happy!
- 1958: I Wish You Love
- 1958: Sea of Dreams
- 1958: Cross Country Suite
- 1958: When Your Lover Has Gone
- 1958: Jump For Joy
- 1958: This is Sinatra (Volume 2)
- 1958: St. Louis Blues
- 1958: Only The Lonely
- 1958: Witchcraft!
- 1958: Judy In Love
- 1959: New In Town
- 1959: Swingin' Pretty
- 1959: The Joy of Living
- 1959: To Whom It May Concern
- 1959: Take A Number
- 1959: Look to Your Heart
- 1959: Glad To Be Here
- 1959: When I'm Thinking of You
- 1959: Dinah, Yes, Indeed
- 1959: Sing a Song With Riddle
- 1959: Ella Sings The Gershwin Songbook Volume 1
- 1959: Ella Sings The Gershwin Songbook Volume 2
- 1959: Ella Sings The Gershwin Songbook Volume 3
- 1959: Ella Sings The Gershwin Songbook Volume 4
- 1959: Ella Sings The Gershwin Songbook Volume 5
- 1960: Warm & Willing
- 1960: Wild Is Love
- 1960: Nice 'N' Easy
- 1960: Dream With Me
- 1960: This Time I'm Swingin'
- 1960: Sinatra Swingin' Session
- 1961: Love Tide
- 1961: All the Way
- 1961: Rosie Solves The Swingin' Riddle
- 1962: Cha Cha De Amor
- 1962: Sinatra Sings Of Love & Things
- 1962: Ella Swings Brightly With Nelson
- 1962: Ella Swings Gently With Nelson
- 1962: Love Is a Game of Poker
- 1962: I'll Buy You A Star
- 1962: The Best of Nelson Riddle
- 1962: Let's Face The Music
- 1962: Swinging For You
- 1962: Little Girl Blue, Little Girl New
- 1962: Guard Session Album with Keely Smith
- 1962: Love
- 1962: More Hit TV Theme
- 1963: Jerome Kern Songbook
- 1963: Shirley Bassey Sings the Hit Song from Oliver!
- 1963: Live It Up
- 1963: The Concert Sinatra
- 1963: Sinatra's Sinatra
- 1963: Country Boy
- 1964: Return To Paradise Islands
- 1964: Nat Cole Sings The Great Songs
- 1964: Days Of Wine & Roses
- 1964: Oscar Peterson & Nelson Riddle
- 1964: Ella Fitzgerald Sings The Johnny Mercer Songbook
- 1964: Hits of *1964
- 1964: All Time Favorites
- 1965: There's Love
- 1965: The Brazilian Mood
- 1966: Games That Lovers Play
- 1966: Strangers In The Night
- 1966: Moonlight Sinatra
- 1966: Nat: An Orchestral Portrait
- 1966: Route 66 Theme
- 1967: Music for Wives and Lovers
- 1967: The Bright and the Beautiful
- 1967: Here, There and Everywhere
- 1968: The Riddle of Today
- 1968: Wish You A Merry Christmas
- 1968: The Contemporary Sound of Nelson Riddle
- 1969: British Columbia Suite
- 1970: The Look of Love
- 1970: Nelson Riddle Conducts The 101 Strings
- 1970: The Sound of Magnificence / With 101 Strings
- 1971: Spice
- 1972: His Way
- 1972: Dream Dancing
- 1972: Changing Colors
- 1972: Communication
- 1972: Portrait of Steve
- 1973: Vive Legrand!
- 1975: That's Entertainment
- 1978: The Rare Sinatra
- 1981: Top Hat
- 1982: The Best Is Yet To Come
- 1983: Romance Fire and Fancy
- 1983: What's New
- 1984: Lush Life
- 1985: Blue Skies
- 1986: 'Round Midnight
- 1986: For Sentimental Reasons
- 1987: The Unreleased

## Filmografie (Auswahl)

### Filme
- 1956: Geheimzentrale Lissabon (Lisbon)
- 1956: Insel der Leidenschaft (Flame of the Islands)
- 1958: Kess und kokett (The Girl Most Likely)
- 1958: König der Spaßmacher (Merry Andrew)
- 1959: Eine Nummer zu groß (A Hole in the Head)
- 1960: Can-Can
- 1960: Frankie und seine Spießgesellen (Ocean’s Eleven)
- 1962: Lolita
- 1963: Vier für Texas (4 for Texas)
- 1963: Wenn mein Schlafzimmer sprechen könnte (Come Blow Your Horn)
- 1964: Immer mit einem anderen (What a Way to Go!)
- 1964: Sieben gegen Chicago (Robin and the 7 Hoods)
- 1964: Zusammen in Paris (Paris – When It Sizzles)
- 1965: Dreimal nach Mexiko (Marriage on the Rocks)
- 1965: Nymphomania (A Rage to Live)
- 1965: Rote Linie 7000 (Red Line 7000)
- 1966: Batman hält die Welt in Atem (Batman)
- 1966: El Dorado
- 1967: Wie man Erfolg hat, ohne sich besonders anzustrengen (How to Succeed in Business Without Really Trying)
- 1969: Hochwürden dreht sein größtes Ding (The Great Bank Robbery)
- 1974: Der große Gatsby (The Great Gatsby)
- 1979: Guayana – Kult der Verdammten (Guyana, el crimen del siglo)
- 1980: Der Löwe zeigt die Krallen (Rough Cut)
- 1982: Der Leihvater (Help Wanted: Male)

### Fernsehserien
- 1960–1964: Route 66 (113 Episoden)
- 1961–1963: Gnadenlose Stadt (Naked City, 50 Episoden)
- 1966–1967: Batman (87 Episoden)
- 1966–1967: Solo für O.N.C.E.L. (The Man from U.N.C.L.E., 11 Episoden)
- 1972–1976: Notruf California (Emergency!, 33 Episoden)
- 1978–1979: Project U.F.O. (26 Episoden)